# Konstans függvény
Egy függvényt konstansnak nevezünk, ha értékkészlete egyelemű. Formálisan: f(x)=f(y) minden, az értelmezési tartományban levő x-re és y-ra.
Nem tekintjük konstansnak a függvényt, ha az üres halmazon van értelmezve.
Ha polinomként tekintjük, akkor a nem 0 értékű konstans foka 0, a konstans nulla fokát pedig nem értelmezzük.

## Tulajdonságok
A konstans függvények jellemezhetők a függvénykompozíció segítségével.
A következők ekvivalensek:
- f : A → B konstans
- minden g, h függvényre g, h : C → A, f  o  g = f  o  h, (a kategóriaelméletben így definiálják)
- bármely függvénnyel komponáljuk {\displaystyle f}-et, mindig konstans függvényt kapunk.

Ha f valós intervallumon értelmezett konstans függvény és valós értékű, akkor differenciálható, és deriváltja az azonosan 0 függvény.
Monoton nő és monoton csökken, de nem szigorúan monoton. Grafikonja vízszintes egyenesdarab, az intervallumtól függően szakasz, félegyenes vagy egyenes.
A konstans függvények részbenrendezett halmazokon egyszerre rendezéstartók és rendezésfordítók. Hálókon ez az állítás megfordítható: nincs más függvény, aminek ilyen tulajdonságai lennének.
Topologikus terek bármely konstans leképezése folytonos. Összefüggő halmazon minden lokálisan konstans függvény az egész halmazon konstans.
Ha a konstans függvény az értelmezési tartományába képez, akkor idempotens.
- Értelmezhető a valós számok halmazán.
- Értékkészlete y=b (b a hozzárendelés értéke). Itt metszi az y tengelyt avagy melyik számot rendelhetem hozzá az y tengelyhez.
- Amennyiben {\displaystyle b\neq 0}, úgy zérushelye nincsen. Hogyha a hozzárendelés értéke 0, [ f(x)=0 ], a zérushely x∈R.
- Tengelypontja megegyezik az értékkészlet egyetlen elemével.
- Monoton nő és monoton csökken. De nem szigorúan!

Korlátos, minimumának és maximumának is a helye x∈R és értéke y=b. Amennyiben a hozzárendelés értéke nulla, y∈R

## További összefüggések, általánosítás
- A komplex függvénytan Liouville tétele szerint korlátos egészfüggvény konstans. Következmény: pólushely nélküli elliptikus függvény konstans.

A lokálisan konstans függvények a konstans függvények általánosításának tekinthetők.
- Tartalmazzon az {\displaystyle Y} halmaz egynél több elemet. Az {\displaystyle X} topologikus tér összefüggő, ha minden lokálisan konstans {\displaystyle f:X\to Y} függvény konstans.
- Ha az {\displaystyle A} topologikus tér összefüggő, és a {\displaystyle B} topologikus tér diszkrét, akkor a {\displaystyle g:A\to B} folytonos függvény konstans.

Bizonyítás: A {\displaystyle B} tér minden pontja nyílt-zárt. Tekintsük minden egyes pont teljes ősképét, ezek nyílt-zárt halmazok az {\displaystyle A} térben. Az {\displaystyle A} tér összefüggősége miatt azonban az összes nyílt-zárt részhalmaz az üres és az egész. Az egésznek viszont csak egy képe lehet, így az egész egy pontba képeződik, tehát a függvény konstans.